# Hālawa
Hālawa ist ein Ort (census-designated place) des Honolulu County auf der Insel Oʻahu im US-amerikanischen Bundesstaat Hawaii. Der hawaiische Name bedeutet „Krümmung“. Nahe Hālawa befindet sich die Halawa Correctional Facility, das größte Gefängnis von Hawaii.

## Geschichte
Historisch gesehen war Hālawa ein ahupuaʻa, ein Gebiet, das von einem Häuptling oder König regiert wurde. Das Gebiet hatte eine hohe religiöse Bedeutung für die indigene Bevölkerung. Viele der religiösen Stätten wurde allerdings bei lokalen Kämpfen und später durch den Bau der umstrittenen Autobahn Interstate H-3 zerstört.
1941–1944 wurde der 94 m tiefe „Hālawa Shaft“ gebaut, um Trinkwasser für die stark angestiegene Bevölkerung der Insel zu gewinnen. Sie ist die größte Trinkwasserquelle von Oʻahu.

## Demographie
Laut der Volkszählung von 2020 leben hier 15.016 Einwohner. 9,7 % der Bevölkerung bezeichneten sich als Weiße, 1,2 % als Afroamerikaner, 13,0 % als indigene Hawaiier und pazifische Insulaner und 52,5 % als Asian Americans. 0,8 % gaben die Angehörigkeit zu einer anderen Ethnie und 22,7 % zu mehreren Ethnien an. 7,1 % der Bevölkerung bestand aus Hispanics oder Latinos. Das mittlere Haushaltseinkommen lag 2019 bei 101.010 US-Dollar und die Armutsquote bei 6,1 %.